# Lutheria
Lutheria Barfuss & W.Till è un genere della famiglia delle Bromeliaceae (sottofamiglia Tillandsioideae).

## Tassonomia
Il genere comprende le seguenti specie:
- Lutheria bi-beatricis (Morillo) Barfuss & W.Till
- Lutheria glutinosa (Lindl.) Barfuss & W.Till
- Lutheria soderstromii (L.B.Sm.) Barfuss & W.Till
- Lutheria splendens (Brongn.) Barfuss & W.Till